# Loner (альбом MISSIO)
Loner — дебютный студийный альбом дуэта MISSIO, выпущенный 19 мая 2017 года, содержащий 11 песен.

## История
Лирическое содержание альбома посвящено личной борьбе фронтмена Мэтью Брю и его пути к трезвости. Было выпущено три сингла с альбома: «Middle Fingers» вышел 30 марта 2017 года вместе с музыкальным клипом, «Everybody Gets High» был выпущен 28 апреля 2017 года, а также «Bottom of the Deep Blue Sea». «Middle Fingers» является самой популярной песней с альбома с 44 000 цифровыми загрузками и 3,8 миллионами потоков по состоянию на 2017 год. Она также была в чартах Billboard Hot Rock Songs и Alternative Songs.

## Список композиций
Слова и музыка всех песен — Мэтью Брю и Дэвида Батлера.
| №                   | Название                          | Длительность |
| ------------------- | --------------------------------- | ------------ |
| 1.                  | «Animal»                          | 3:30         |
| 2.                  | «I Do What I Want»                | 3:37         |
| 3.                  | «Middle Fingers»                  | 3:35         |
| 4.                  | «I Don't Even Care About You»     | 3:34         |
| 5.                  | «Bottom of the Deep Blue Sea»     | 3:50         |
| 6.                  | «Kamikazee»                       | 3:41         |
| 7.                  | «KDV» (feat. Shug)                | 3:50         |
| 8.                  | «Twisted»                         | 3:43         |
| 9.                  | «Everybody Gets High»             | 3:32         |
| 10.                 | «I Don't Give A...» (feat. Zeale) | 3:30         |
| 11.                 | «DWI»                             | 3:46         |
| Общая длительность: | Общая длительность:               | 40:10        |

## Участники записи
- Мэтью Брю – вокал, продюсер
- Дэвид Батлер – инструментальная часть, продюсер